# Kurai Taji
Kurai Taji is een bestuurslaag in het regentschap Padang Pariaman van de provincie West-Sumatra, Indonesië. Kurai Taji telt 8876 inwoners (volkstelling 2010).